# الصحة النفسية في الهند
- أعلى اليسار: وزير الصحة الاتحادي هارش فاردان يتفقد المعدات المستخدمة في علاج المرضى العقليين في المعهد الوطني جالما في عام 2014.
- أعلى اليمين: الرئيس مخرجي يُكرّم كبير مسؤولي التمريض في المعهد الوطني للصحة النفسية والعقلية. يبلغ عدد ممرضات الصحة النفسية في الهند 0.8 فقط لكل 100،000 نسمة.
- أسفل اليسار: الرئيس الكلام يفتتح ندوة وطنية حول موضوع "النساء المصابات بأمراض عقلية - هل الفقر هو الحل الوحيد؟" في عام 2007.
 | أسفل اليمين: عالم النفس السريري الهندي هـ. نارايان مورثي؛ الرئيس السابق لقسم علم النفس السريري في المعهد الوطني لعلوم الصحة النفسية والعقلية

الرعاية الصحية العقلية في الهند هي حق مضمون لكل شخص في البلاد بموجب القانون. وفقًا لدراسة أجريت عام 2017، فإن التشريعات الهندية للصحة العقلية تلبي 68% (119/175) من معايير منظمة الصحة العالمية المنصوص عليها في قائمة منظمة الصحة العالمية لتشريعات الصحة العقلية. ومع ذلك، فإن الموارد البشرية والخبرة في مجال الصحة العقلية في الهند منخفضة بشكل كبير مقارنة بعدد سكان البلاد. كما أن تخصيص ميزانية الرعاية الصحية الوطنية للصحة العقلية منخفض أيضًا، إذ يبلغ 0.16%. صدرت سياسة الصحة العقلية في الهند في عام 2014.
يعود تاريخ أولى مؤسسات الرعاية الصحية العقلية ذات الطراز الغربي إلى مصانع شركة الهند الشرقية في القرن السابع عشر. كانت الرعاية الصحية العقلية في الهند الاستعمارية وفي السنوات التي تلت الاستقلال تتسم بالاحتجاز والتمييز العنصري. وانتقلت ببطء نحو طبيعة أكثر علاجية وشفائية بحلول نهاية القرن العشرين. وقد ساهمت الدعاوى القضائية ذات المصلحة العامة والتدخل القضائي، متبوعة بالمراجعة والرصد من قبل اللجنة الوطنية لحقوق الإنسان والمعهد الوطني للصحة العقلية وعلوم الأعصاب، إلى جانب توسيع المرافق لتنمية الموارد البشرية في مجال الرعاية الصحية العقلية، من بين التغييرات الأخرى، بشكل إيجابي في حالة الصحة العقلية والرعاية الصحية في البلاد.

## الوعي والتصوير

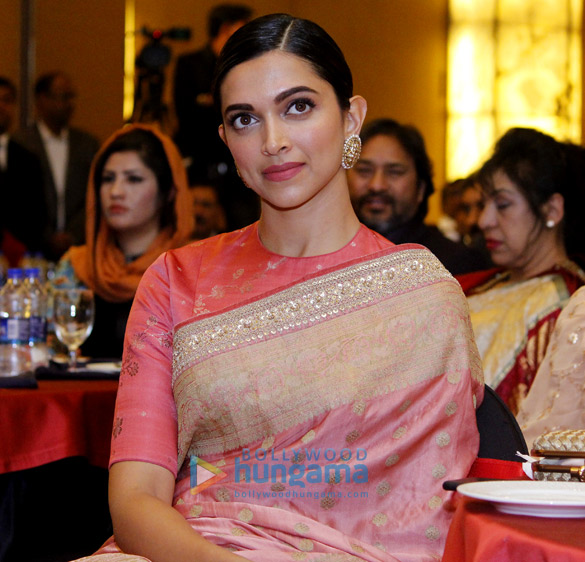
ديبيكا بادوكون هي سفيرة العلامة التجارية للجمعية ومدافعة عن الرعاية الصحية العقلية. في عام 2020، منحها المنتدى الاقتصادي العالمي جائزة كريستال لخلق الوعي حول الصحة العقلية. تحدثت بادوكون علنًا عن تجربتها الشخصية في التغلب على الاكتئاب.

## التاريخ
يعود تاريخ الطب النفسي الحديث في شبه القارة الهندية إلى مصانع شركة الهند الشرقية في القرن السابع عشر. تم إنشاء الملجأ الأول في بومباي عام 1745 والثاني في كلكتا عام 1784، وكلاهما مخصص للأوروبيين فقط. لاحظ الدكتور إل بي فارما، مساعد أول المشرف، مستشفى الأمراض العقلية الهندي، رانشي، في عام 1953، "إن تاريخ الطب النفسي في هذا البلد هو تاريخ إنشاء المستشفيات العقلية ثم زيادة استيعابها من وقت لآخر حسب متطلبات الوقت".

### مسح مور تايلور وتقرير لجنة هور عام 1946
وجدت لجنة بهوري أن وضع الصحة العقلية والرعاية الصحية العقلية في الهند "غير مرضٍ للغاية". قام العقيد مور تايلور، المشرف الطبي في مستشفى رانشي الأوروبي للأمراض العقلية، بمراجعة جميع مستشفيات الصحة العقلية الرئيسية في البلاد، وقد تم تقديم النتائج في تقرير لجنة بور. وأشار العقيد تايلور إلى أن "كل مستشفى للأمراض العقلية قمت بزيارته يعاني من نقص حاد في الموظفين" فضلاً عن إدارته من قبل موظفين غير مؤهلين، ويفتقرون إلى الخبرة والتدريب. ومع ذلك، في بعض الحالات مثل عيادة توجيه الطفل التابعة لمعهد السير دورابجي تاتا للعلوم الاجتماعية، علق العقيد تايلور قائلاً إنه "أعجب كثيرًا بالعمل".

### طلبات المصلحة العامة والتدخل القضائي
منذ ثمانينيات القرن العشرين فصاعدًا، نجحت دعاوى المصلحة العامة في الهند في إثارة "قصص رعب عن سجناء مجانين"، و"مستشفيات عقلية تُستخدم كمكب للنفايات للأشخاص غير المرغوب فيهم"، و"الظروف القاسية التي تبتلي صناديق القمامة في المجتمع". وقد أدت دعاوى المصلحة العامة إلى قيام المحاكم بالتحقيق في الأداء البائس للمؤسسات العقلية مثل مستشفى شهدارا للأمراض العقلية الذي تديره الحكومة (بي آر كابور ضد اتحاد الهند عام 1983 واتحاد الشعب للحريات المدنية ضد اتحاد الهند عام 1983) ودار تريفاندروم للأمراض العقلية مما أدى إلى تحسينات كبيرة. كانت إحدى القضايا الأولى في هذا الصدد هي قضية أوبيندرا باكسي ضد ولاية أوتار براديش في عام 1983 بشأن حقوق الإنسان لنزلاء دار الحماية في أجرا. أثارت دعاوى المصلحة العامة لاحقًا قضايا تتعلق بالسجناء المصابين بأمراض عقلية (فينا سيثي ضد ولاية بيهار 1982) واحتجاز أولئك الذين يعانون من إعاقة عقلية (شيلا بارس وآخرون ضد اتحاد الهند وآخرين 1986).
في عام 1988، في قضية راكيش تشاندرا نارايان ضد ولاية بيهار، كتب الملتمسون خطابًا إلى المحكمة العليا في عام 1985 بشأن العمل البائس لمستشفى للأمراض العقلية في رانشي، بيهار. وبعد مراجعة بدأتها المحكمة للمستشفى العقلي من قبل كبير قضاة القضاء بالإضافة إلى مراجعة لاحقة أجراها وزير الصحة الاتحادي، إم. إس. دايال، قضت المحكمة بأن المستشفى العقلي يشبه "بيت تعذيب في العصور الوسطى" وأن الأمر يتطلب تجديدًا كاملاً. وقد اعترفت المحكمة العليا بخدمات الطبيب النفسي. وقد أدى هذا النوع من التدخل القضائي إلى إحداث تغييرات في ظروف المستشفيات النفسية التي عرضت على المحكمة. وعلاوة على ذلك، قررت المحكمة العليا "الإبقاء على القضية (القضايا) حية في ملفاتها حتى لا يتم محو التحسينات التي نشأت بسبب اهتمام المحكمة وإشرافها بمجرد سحب تدقيقها". ومع ذلك، في حين أصدرت المحاكم توجيهات لتحسين المستشفيات العقلية، إلا أنها لم تصدر حكماً بشأن القوانين التي كانت تتعارض مع جهود المحاكم، مثل قانون الجنون لعام 1912. في نوفمبر 1997، ردًا على طلبات المصلحة العامة، وجهت المحكمة العليا اللجنة الوطنية لحقوق الإنسان لمراقبة مستشفيات الأمراض العقلية المحددة في جميع أنحاء البلاد.